# 關門海峽和布刈站
關門海峽和布刈站（日语：／ Kammonkaikyō-Mekari eki */?）是位於福岡縣北九州市門司區門司，屬於平成筑豐鐵道的門司港懷舊觀光線（北九州銀行懷舊線）車站。本站為九州和福岡縣最北邊的車站。
站名取自鄰近此站的關門海峽與和布刈公園。本站在計劃階段的暫定名稱為和布刈公園站。車站旁設有車站綜合詢問處，該處可購買車票。

## 歷史
- 2009年（平成21年）4月26日 - 車站啟用[1]。

## 車站構造
本站是地面車站，設有1面1線的單式月台。此站是有人車站，也是門司港懷舊觀光線的終點站，在終點站路軌後方，可經過前北九州市港灣局的田野浦公共臨港鐵道雨窪站遺址，再前往瀨戸町車廠。車站旁有展示EF30型電力機車和Ohafu33形客車。

## 車站周邊
本站位於九州北端（但是真正最北端的位於此站以東的太刀浦海岸）。從此站可觀看關門海峽。西邊設有和布刈公園和和布刈神社，東邊則有油庫。此站地底為山陽新幹線的新關門隧道。
- 和布刈公園（日语：和布刈公園）
- 和布刈神社（日语：和布刈神社）
- 關門橋 門司港交流道
- 關門隧道行人道入口

## 巴士路線
- 西鐵巴士北九州（日语：西鉄バス北九州）「和布刈」
  - 74 門司～戶畑線 （懷舊觀看台）→ 門司港站 → 懷舊棧橋通 → 門司站 → 砂津 → 小倉站入口 → 中井口 → 戶畑渡場

## 相鄰車站
平成筑豐鐵道
門司港懷舊觀光線（北九州銀行懷舊線）
諾福克廣場－關門海峽和布刈

## 注腳
1. ↑  最高速は15km/h【私鉄に乗ろう96】門司港観光レトロ線 その1 | 鉄道コラム | 鉄道チャンネル （页面存档备份，存于）（日語）

## 外部連結
- 關門海峽和布刈站 | 門司港懷舊觀光列車、潮風號 （页面存档备份，存于）（日語）